# Philadelphia Quakers
Die Philadelphia Quakers waren ein professionelles Eishockeyteam aus Philadelphia, Pennsylvania. Sie kamen zur Saison 1930/31 aus Pittsburgh und spielten dort ein Jahr, bevor das Team aufgelöst wurde.

## Geschichte

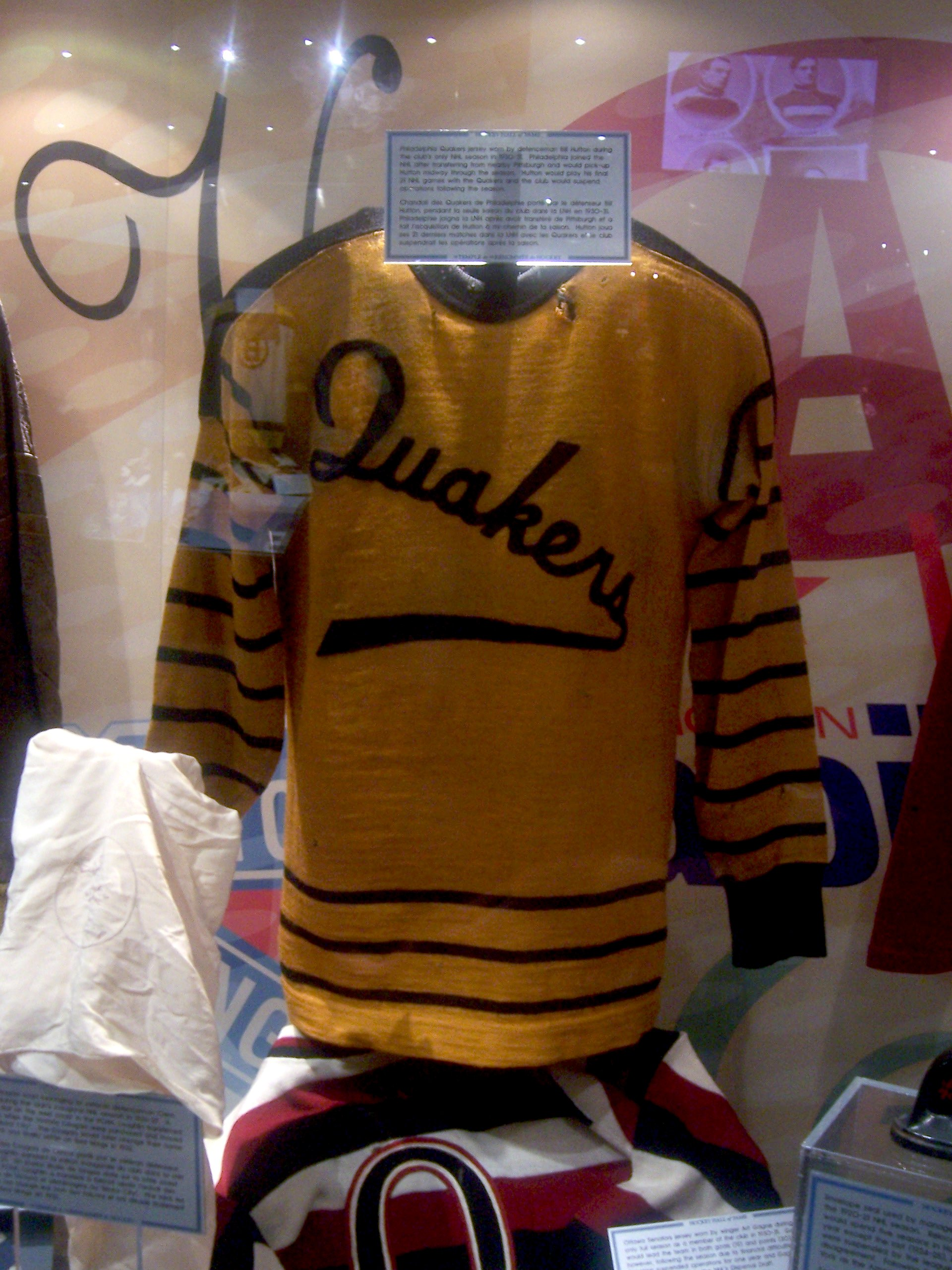
Trikot der Philadelphia Quakers

Finanzielle Probleme hatten 1928 den Besitzer der Pittsburgh Pirates gezwungen das Team zu verkaufen. Neuer Eigentümer wurde eine Gruppe um den Boxer Benny Leonard und Gangster Bill Dwyer. Nach einer enttäuschenden Saison 1929/30, in der man nur fünf Siege verzeichnen konnte, und vor dem Hintergrund der einsetzenden Weltwirtschaftskrise versuchten die Besitzer durch Spielerverkäufe wieder Geld in die Kassen zu bringen. Das Team wurde nach Philadelphia abgegeben und spielte dort unter dem Namen Philadelphia Quakers. Es war geplant das Team nach dem Bau eines neuen Stadions zurück nach Pittsburgh zu holen. Doch nach einer schwachen Saison 1930/31 stellte man den Spielbetrieb ein. In den folgenden fünf Jahren gelang es nicht, eine taugliche Mannschaft zusammenzustellen, und nachdem sich der Stadionbau in Pittsburgh zerschlagen hatte, verzichtete Leonard 1936 auf sein Franchise. Zu den bekanntesten Spielern bei den Quakers zählten Syd Howe und Wilf Cude.

## Saisonstatistik
Abkürzungen: GP = Spiele, W = Siege, L = Niederlagen, T = Unentschieden, OTL = Niederlagen nach Overtime, SOL = Niederlagen nach Shootout, Pts = Punkte, GF = Erzielte Tore, GA = Gegentore, PIM = Strafminuten
| Saison  | GP | W | L  | T | OTL | SOL | Pts | GF | GA  | PIM | Platz                 | Playoffs           |
| 1930/31 | 44 | 4 | 36 | 4 | —   | —   | 12  | 76 | 184 | 470 | 5., American Division | nicht qualifiziert |